# Bernovka
Bernovka (ryska: Берновка) är ett vattendrag i Belarus.   Det ligger i voblasten Vitsebsks voblast, i den norra delen av landet, 230 kilometer nordost om huvudstaden Minsk.
Omgivningarna runt Bernovka är en mosaik av jordbruksmark och naturlig växtlighet. Runt Bernovka är det glesbefolkat, med 10 invånare per kvadratkilometer.